# Robert Bodnar
Robert Mariusz Bodnar, ps. „Pułkownik” (ur. 16 października 1967, zm. 16 listopada 2005) – polski działacz polityczny, archeolog i publicysta, działacz opozycyjny w PRL.

## Życiorys
Pochodził z Piotrkowa Trybunalskiego, gdzie ukończył liceum ogólnokształcące i poznał współpracującego z opozycją księdza Bronisława Srokę. Podjął następnie studia archeologiczne na Uniwersytecie Jagiellońskim. Od lat 80. związany z opozycją demokratyczną oraz prasą podziemną. Wchodził w skład Niezależnego Zrzeszenia Studentów UJ, został jego wiceprezesem oraz organizatorem tzw. grup specjalnych. Był redaktorem naczelnym powiązanego z nim „Przeglądu Akademickiego. Pisma Ruchu Oporu NZS”. W kolejnych latach działał w Federacji Młodzieży Walczącej (wchodził w skład jej władz krajowych) oraz w Klubach Służby Niepodległości.
Po 1989 roku nadal zaangażowany społecznie, tworzył m.in. Małopolskie Porozumienie Organizacji Niepodległościowych oraz Stowarzyszenie „Młode Kresy”. Został wiceprezesem Czeczeńskiego Ośrodka Informacyjnego w Krakowie, działał także na rzecz Kresów Wschodnich. Pod koniec życia przez kilka lat pracował w zawodzie archeologa, prowadząc badania w rejonie Olkusza i Łosienia w Dąbrowie Górniczej (wraz ze współpracownikami odkrył tam m.in. średniowieczną hutę srebra i ołowiu). W III RP utrzymywał się m.in. prowadząc stoisko z książkami dworcu w Krakowie. Został publicystą „Gazecie Polskiej”, przez kilka lat był także szefem jej klubu w Krakowie.
Przez wiele lat współpracował z Janem Olszewskim, wstąpił do założonego przez niego Ruchu Odbudowy Polski. W wyborach w 1997 otwierał tarnowską listę okręgową ROP. W 2001 miał być liderem tamtejszej listy Akcji Wyborczej Solidarność, jednak z racji wewnątrzpartyjnych sporów nie został na nią wpisany.

## Życie prywatne
Był żonaty, miał trzy córki. Zmarł wskutek sepsy.

## Odznaczenia
W 2010 odznaczony pośmiertnie Krzyżem Kawalerskim Orderu Odrodzenia Polski, a w 2015 Medalem „Dziękujemy za wolność”.